# Saarilompolonrivier
De Saarilompolonrivier (Zweeds: Saarilompolonjoki) is een rivier die in de Zweedse gemeente Kiruna stroomt. De rivier ontstaat uit het Saarilompolo net ten noorden van het Sokisjärvi. De rivier stroomt eerst noordoostwaarts, dan zuidoostwaarts en dan weer noordoostwaarts. Haar water belandt in de Lainiorivier. Ze is inclusief langste bronrivier ruim 27 kilometer lang.
Afwatering: Saarilompolonrivier → Lainiorivier → Torne → Botnische Golf